# Халапа (муниципалитет Веракураса)
Халапа (исп. Xalapa) — муниципалитет в Мексике, штат Веракрус, расположен в Столичном регионе штата. Административный центр — город Халапа-Энрикес.